# Lexikalische Dekomposition
Die lexikalische Dekomposition (griech. lexikón „das Wort betreffend“; lat. decompositio „Zerlegung“) (auch: lexikalische Zerlegung) ist ein Teilbereich der linguistischen Semantik. Hauptaufgabe ist es, einzelne Wörter oder Lexeme in ihre wesentlichen Bedeutungsmerkmale zu zerlegen, d. h. die wesentlichen Bedeutungsaspekte, die notwendigerweise zur Gesamtbedeutung dieses Ausdrucks beitragen (Intension), zu finden.

## Ziele der Lexikalischen Dekomposition
Seit Ende der 1960er Jahre versuchen zahlreiche Linguisten die Bedeutungen sämtlicher sprachlicher Zeichen in formelle Systeme zu übertragen, mit dem Hauptanliegen am Ende ein begrenztes Inventar an Minimalprädikaten bzw. Semen festlegen zu können. Besonders die Vertreter der generativen Semantik suchten nach universellen Systemen von Bedeutungen und deren Formalisierung. Diese Formalisierung wurde vor allem dadurch etabliert, dass der Wunsch bestand, semantisches Wissen auf Computersysteme übertragen zu können, um die Bedeutungen aller Zeichen einer Sprache „errechnen“ zu können. Weiterhin wurde versucht, ein für alle Sprachen gültiges Inventar an semantische Atomen aufzustellen.

## Methodik
Die Bedeutung eines Ausdrucks wird immer in Relation zu einem anderen ermittelt. Dies geschieht durch das Bilden von Gegensatzpaaren, wie z. B. Mädchen vs. Frau:
- Mädchen = [+MENSCHLICH, +WEIBLICH, -ERWACHSEN]
- Frau    = [+MENSCHLICH, +WEIBLICH, +ERWACHSEN]

Bereits Ferdinand de Saussure bemerkte, dass die Bedeutung eines Ausdrucks von der Bedeutung anderer sprachlicher Zeichen abhängig ist. Die lexikalische Dekomposition beschäftigt sich also nicht mit der Erschließung aller Merkmale eines Ausdrucks, sondern nur mit dem Auffinden der Merkmale, die sie nach dem Prinzip der Bedeutungsunterscheidung (Distinktivität) von anderen Ausdrücken abgrenzen.

## Anwendungsgebiete

### Wortfelder
Ein Wortfeld lässt sich als eine Menge von Lexemen beschreiben, welche mindestens ein gemeinsames Bedeutungsmerkmal haben und untereinander paradigmatische Bedeutungsbeziehungen aufweisen. Mit Hilfe der lexikalischen Dekomposition gilt es, diese gemeinsamen Seme bzw. Sememe zu definieren.
- So verfügt das Wortfeld TIER über die gemeinsamen Merkmale [+BELEBT] und [-MENSCHLICH].
- Um Teile dieses Wortfeldes weiter zu beschreiben, werden die nächstkleineren distinktiven Merkmale verwendet: z. B. [+FLÜGEL] als wesentlichstes Sem eines Vogels.
- Mögliche weitere Differenzierungen: [+SCHWARZ] als besonderes Merkmal für Raben.
- usw.

Dieser Unterscheidung sehr dienlich sind die Begriffe genus proximum („der nächst(höher)en Gattung“) und differentia specifica („des artbildenden Unterschieds“). Im obengenannten Beispiel:
- genus proximum: „Tier“
- differentia specifica: „mit Flügeln“

Eine bekannte Analyse des Wortfeldes „Universitätsangehörige“ veranschaulicht die These, dass Hyponyme mindestens ein Merkmal gemeinsam mit ihrem Hyperonym haben, In diesem Fall ist das Hyperonym „Universitätsangehöriger“, d. h. alle Unterbegriffe haben die Eigenschaft gemeinsam, Angehörige der Universität zu sein. Erst durch weitere Merkmale unterscheiden sich die Hyponyme voneinander:
|                   | Student | Hiwi | Assistent | Professor | Sekretär |  |
| [UNI-ANGEHÖRIGER] | +       | +    | +         | +         | +        |  |
| [WEISUNGSBEFUGT]  | -       | -    | -         | +         | -        |  |
| [LEHRKRAFT]       | -       | -    | +         | +         | -        |  |
| [ANGESTELLT]      | -       | +    | +         | +         | +        |  |
| [AUSZUBILDENDER]  | +       | +    | -/+       | -         | -        |  |
| ...               | ...     | ...  | ...       | ...       | ...      |  |

### Semantische Relationen
Mit Hilfe semantischer Merkmale lassen sich semantische Relationen beschreiben:
- Synonyme Ausdrücke beinhalten exakt die gleichen semantischen Merkmale und die gleiche Ausprägung.
- Heteronyme/inkompatible Ausdrücke teilen sich mindestens ein Merkmal mit derselben Ausprägung, jedoch unterscheidet sich jeder Ausdruck mindestens durch ein weiteres Merkmal von den anderen.
- Hyperonyme beinhalten alle wesentlichen Merkmale ihrer Hyponyme.
- Hyponyme enthalten alle wesentlichen Merkmale ihres Hyperonyms und zusätzlich weitere, um untereinander Unterschiede bestimmen zu können.
- Komplementäre Ausdrücke scheinen sich durch ein einziges Merkmal bestimmen zu lassen, wobei einer der beiden den Wert „+“ und der andere den Wert „-“ zugeschrieben bekommt. Zum Beispiel: „männlich“ = [-WEIBLICH]; „weiblich“ = [+WEIBLICH]
- Antonyme Ausdrücke können mit relativen Merkmalen, wie [±MINIMAL] und [±MAXIMAL] bzw. [ÜBER/UNTER DER NORM] beschrieben werden.

### Analyse von Verben
Bei der Zerlegung von Verben spielt die Möglichkeit der Umschreibung eine entscheidende Rolle. Der Satz David tötet Goliath kann durch David verursacht, dass der Zustand eintritt, dass Golitath tot (= nicht lebendig) ist umschrieben werden. Durch diese Umschreibung wird das Verb töten in drei Bestandteile (atomare Prädikate) zerlegt, wobei jeweils ein Bestandteil für das Verursachen, den Eintritt eines Zustandes und der Darstellung des Endzustandes steht. Diese Prädikate werden CAUSE, BECOME und BE-X genannt (wobei in unserem Beispiel X = not-ALIVE ist). Auf diese Weise können jedem Prädikat Argumente zugeschrieben werden. CAUSE hätte demnach zwei Argumente, nämlich einen Verursacher (x) und den, der von der Ursache betroffen ist (y); die Argumente werden in Klammern dargestellt:
- CAUSE (x,y) oder auch x CAUSE y
- BECOME (x)
- BE- [not-ALIVE (x)]

Der obengenannte Satz wäre in formaler Schreibweise folgendermaßen dargestellt:
- CAUSE [David, BECOME [BE [not-ALIVE (Goliath]]]
- oder: [David CAUSE [BECOME [BE [not-ALIVE (Goliath]]]]

Somit lässt sich der Unterschied dazu verdeutlichen, wenn Goliath ohne Fremdverschulden stirbt:
- BECOME [BE[not-ALIVE(Goliath)]]

Daraus ergeben sich diverse Verbaktionsarten:
- telisch: sterben......................[BECOME[BE[not-ALIVE(x)]]]
- kausativ: umbringen.................[y CAUSE[BECOME[BE[not-ALIVE(x)]]]]
- stativisch: ähneln....................[BE[x SIMILAR y]]
- Aktivität: schlafen...................[DO[SLEEP(x)]]

So können weiterhin die Aktionsarten nach Vendler (1967) abgegrenzt werden (mittels der Merkmale [DURATIV/PUNKTUELL, TELISCH/ATELISCH]):
- Activity: schweigen...........................[-telisch, +durativ]
- State: besitzen..................................[-telisch, +durativ]
- Achievement: finden.........................[+telisch, -durativ/+punktuell]
- Accomplishment: ein Buch lesen.......[+telisch, +durativ]

Accomplishments können nach Dowty (1979) stets in eine Handlung und ein Ziel der Handlung zerlegt werden, welches am Ende der Handlung als stativisch angegeben werden kann. Wie im folgenden Beispiel:
x zeichnet einen Kreis: „x handelt so, dass am Ende der Handlung der Satz der Kreis ist gezeichnet wahr wird“ (Dowty 1967)
Mit Überschneidung zur Temporalinterpretation: x zeichnet einen Kreis im minimalen Intervall t zeigt, dass der Satz der Kreis ist gezeichnet am Beginn von t falsch und am Ende von t wahr ist.
Diese Zielgerichtetheit beschreibt das Prinzip der Telizität.